# Radweg Meiningen-Haßfurt
Der Radweg Meiningen–Haßfurt verbindet die am Ostrand der Rhön sowie an der Werra liegende Kunst- und Kulturstadt Meiningen mit der unterfränkischen Stadt Haßfurt am Main.
Auf einer Länge von 98 Kilometer führt der Radfernweg von der thüringischen Kreisstadt Meiningen über Sülzfeld, Mellrichstadt und Bad Königshofen in die unterfränkische Kreisstadt Haßfurt. Dabei werden zumeist abseits der Flusstäler zunächst das Grabfeld und anschließend die Haßberge durchquert. Im Bereich Haßberge verläuft die Route einige Kilometer auf dem Rennweg und zwischen Hofheim i.Ufr. und Haßfurt auf der ehemaligen Bahnstrecke Haßfurt–Hofheim (Hofheimerle genannt). Dadurch hat die teils aus Asphalt- und teils aus Schotterpisten bestehende Strecke ein leicht hügeliges Profil. Die Route ist durchgehend mit grün-weißen Orientierungsschildern mit dem Kürzel „MH“ versehen und hat den Schwierigkeitsgrad mittel.
Der Verlauf des Radweges ist in OpenStreetMap einsehbar.

## Verbindungen mit anderen überregionalen Radwegen
- In Meiningen trifft der Radweg Meiningen-Haßfurt am Stillhof (südlicher Stadtrand) auf den Werratal-Radweg. Sie haben von dort einen gemeinsamen Verlauf bis zur Stadtmitte.
- Die Trasse kreuzt in Mellrichstadt den Main-Werra-Radweg, der von Würzburg über Schweinfurt, Ritschenhausen und ebenfalls über den Stillhof nach Meiningen führt.
- In Bad Königshofen gibt es eine Verbindung zum Keltenradweg und zum Fränkische-Saale-Radweg.
- In Haßfurt gibt es eine Verbindung zum Main-Radweg.